# Грейпфрутовый сок

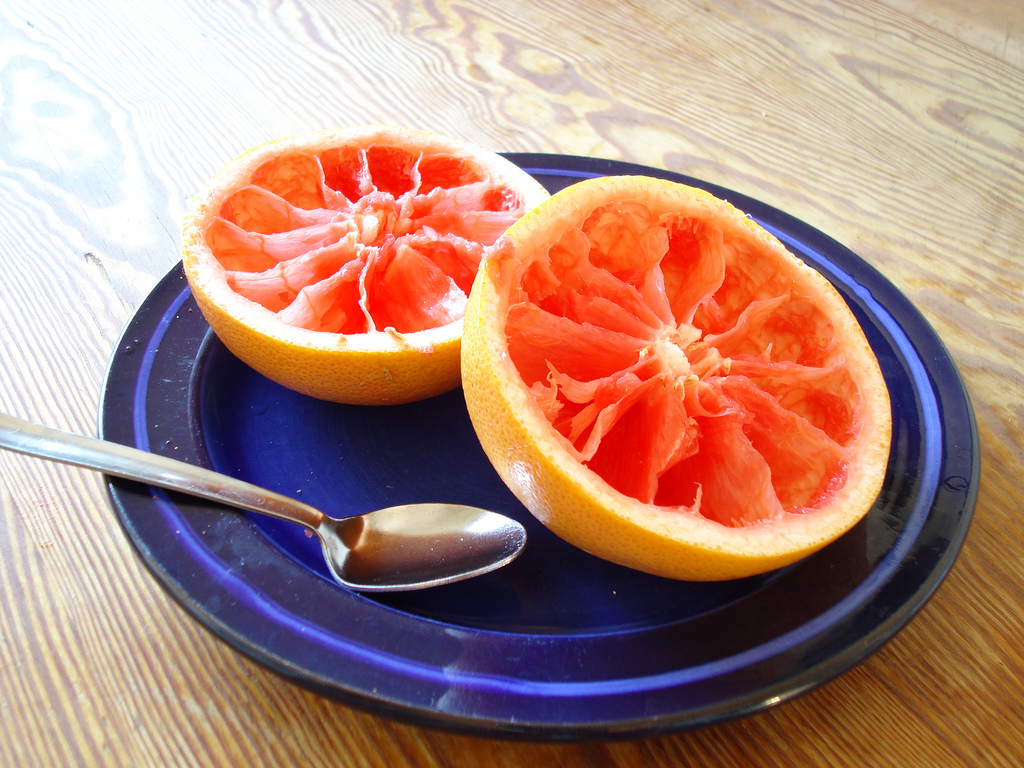
Выжатые половинки грейпфрута

Грейпфрутовый сок — сок, выжатый из грейпфрута. Плоды грейпфрута едят преимущественно сырыми, используют в качестве ингредиента для фруктовых и пряных салатов. Из него также варят варенье и изготавливают соки. Эфирные масла грейпфрута используют в кондитерском и ликеро-водочном производстве, а также в парфюмерии для изготовления разнообразных одеколонов и туалетных вод.
Некоторые вещества, содержащиеся в грейпфруте, вступают в активное взаимодействие с определёнными лекарственными средствами:151. Особенно это касается содержащихся в нём нарингенина и бергамоттина, которые ингибируют одну из изоформ цитохрома P450 (CYP3A4) в печени. Поэтому имеет смысл осведомиться о возможном влиянии на организм компонентов грейпфрута во время приёма лекарств. В целом не рекомендуется пить грейпфрутовый сок одновременно с приёмом лекарств, так как он нередко изменяет содержание действующего вещества в потоке крови, предотвращая его разрушение или снижая всасывание и в результате влияя тем или иным образом на эффект препарата:151.
Сок грейпфрута повышает кислотность желудочного сока, поэтому он рекомендован людям с пониженной кислотностью.
Перед употреблением плод грейпфрута рекомендуется разрезать острым ножом (для этой цели существует также специальный нож). Сердцевину в каждой половинке с частью прилегающих плёнок удаляют. В образовавшееся углубление кладут сахарный песок. Образующийся постепенно сладкий сок извлекают чайной ложкой. Если сахар заменить фруктозой, ксилитом, мёдом, то сок грейпфрута с ведома врача можно включать в некоторые строгие диеты. Есть и более простой способ избавиться от горечи плода грейпфрута — снять полупрозрачную кожистую плёнку, покрывающую каждую дольку плода, в которой и сосредоточены главным образом хинная кислота и горчащие гликозиды.